# Jüdische Gemeinde Batelov

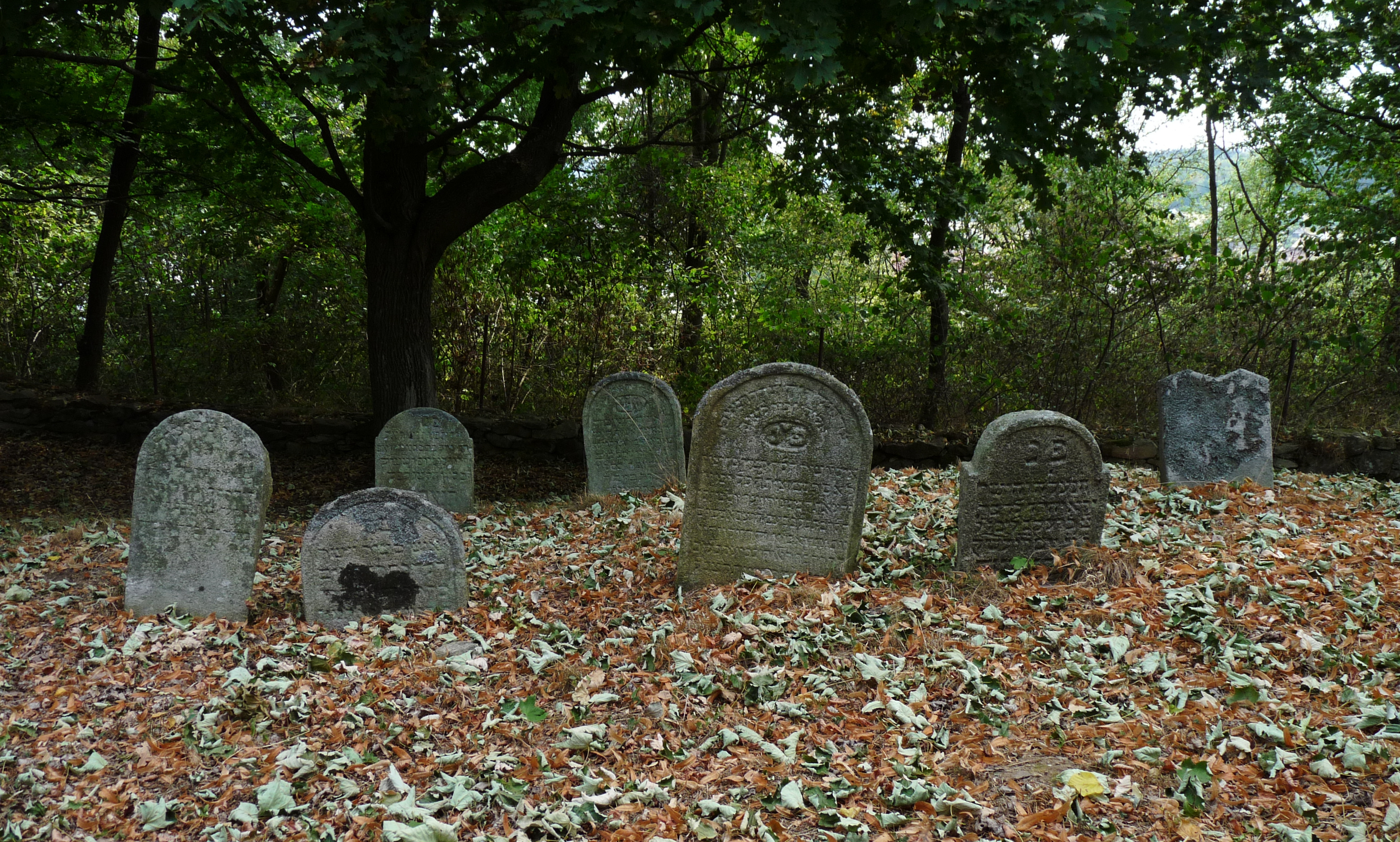
Grabsteine auf dem jüdischen Friedhof in Batelov

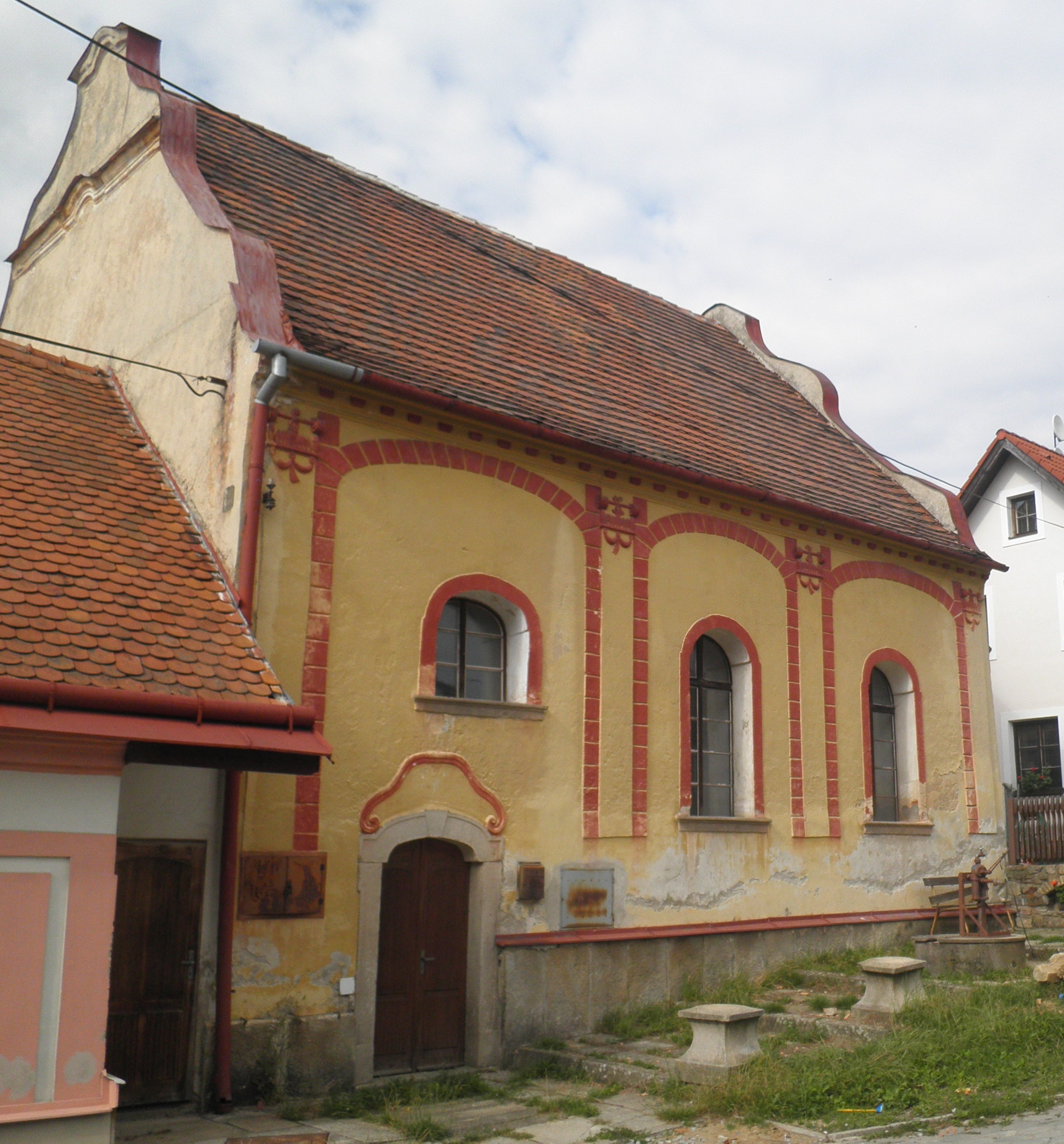
Profanierte Synagoge in Batelov

Die erste Jüdische Gemeinde in Batelov (deutsch Battelau), einer mährischen Minderstadt im Okres Jihlava der Region Vysočina in Tschechien, entstand bereits im späten Mittelalter.

## Geschichte
Die erste Erwähnung einer jüdischen Gemeinde in Battelau stammt aus dem Jahr 1426. Die etwa 25 bis 30 hier lebenden jüdischen Familien standen unter dem Schutz des jeweiligen Grundherrn. Ihre Häuser gruppierten sich um einen rechteckigen Platz, von dem mehrere Gassen abzweigten.
Die meisten Häuser der jüdischen Familien wurden um 1795 errichtet, nachdem sie Jahre zuvor bei einem Großbrand in Schutt und Asche gelegt worden waren.
Ab Mitte des 19. Jahrhunderts hatte die jüdische Gemeinde Battelau einen eigenen Rabbiner.
Die gegen Mitte des 19. Jahrhunderts fast 200 Mitglieder umfassende jüdische Gemeinde verkleinerte sich danach infolge von Abwanderung deutlich. Zu Beginn der 1930er Jahre war sie in Auflösung begriffen.
Im Mai 1942 wurden die verbliebenen jüdischen Bewohner nach Theresienstadt deportiert und von dort wurden sie in die Vernichtungslager verschleppt, wo sie ermordet wurden.

## Gemeindeentwicklung
| Jahr    | Juden                                    |
| ------- | ---------------------------------------- |
| um 1750 | circa 25 Familien                        |
| 1846    | 190 Personen                             |
| 1880    | 134 Personen (circa 6 % der Bevölkerung) |
| 1900    | 77 Personen                              |
| 1930    | 31 Personen                              |